# 瑪麗亞·維多利亞·道爾·波佐
瑪麗亞·維多利亞·道爾·波佐（義大利語：Maria Vittoria Carlotta Enrichetta Giovanna dal Pozzo della Cisterna，1847年8月9日—1876年11月8日），西班牙王后，丈夫是義大利國王維托里奧·埃馬努埃萊二世的次子阿梅迪奧。
1870年，阿梅迪奧被選為西班牙國王，稱「阿瑪迪奧一世」。1873年丈夫退位，兩人回到義大利。1876年，瑪麗亞·維多利亞因結核病逝世。

## 家庭
1867年，瑪麗亞·維多利亞與義大利王子阿梅迪奧結婚，兩人共有三個兒子：
- 埃曼努埃莱·菲利贝托（1869年—1931年），奧斯塔公爵
- 维托里奥·埃曼努埃莱（1870年—1946年），都靈伯爵
- 路易吉·阿梅迪奥（1873年—1933年），阿布魯齊公爵